# Soedesco
Soedesco est un éditeur de jeux vidéo néerlandais proposant des jeux numériques et physiques sur plusieurs plates-formes. La société existe depuis 2002 et s'est lancée dans l'édition en 2014, avec son siège social à Rotterdam, aux Pays-Bas. Soedesco édite un large éventail de genres de jeux et de titres tels que Monstrum, Owlboy, Among the Sleep, Monster Crown, Teslagrad et Remothered: Tormented Fathers. La société a également publié ses propres franchises, notamment Truck Driver, Adam's Venture et Real Farm. Soedesco se compose de quatre divisions différentes : Communications, Création, Production et Développement.

## Historique
En 2017, Soedesco s'est associé à la 1C Company pour publier des jeux indépendants au format physique.
En juillet 2019, la société a ouvert un autre studio de développement de jeux à Pilsen, en Tchéquie, le premier en dehors des Pays-Bas. Entre les deux sites, Soedesco continue de se concentrer sur la création de ses propres jeux pour plusieurs plates-formes.
En mars 2022, Soedesco accroit sa capacité de développement en ouvrant une antenne à Madrid. En outre, en août 2022, il achète la totalité des actions le studio espagnol de développement Superlumen.
Vers septembre 2023, Soedesco acquiert le studio bulgare Kyodai, dont il était en partenariat depuis 2017, et qui avait conduit à la publication d'Elea (2019) et de Truck Driver: The American Dream (2023).

## Jeux publiés
| Jeux                                           | Sortie initiale                                                                  | Développeur                  | Plates-formes                                                                                       |
| ---------------------------------------------- | -------------------------------------------------------------------------------- | ---------------------------- | --------------------------------------------------------------------------------------------------- |
| Jagged Alliance: Flashback                     | 31 octobre 2014                                                                  | Full Control                 | Microsoft Windows                                                                                   |
| Teslagrad                                      | 28 novembre 2014                                                                 | Rain Games                   | Microsoft Windows, Nintendo Switch, Wii U, PlayStation 4, PlayStation 3, PlayStation Vita, Xbox One |
| Awesomenauts Assemble!                         | 30 janvier 2015                                                                  | Ronimo Games                 | PlayStation 4                                                                                       |
| Giana Sisters: Twisted Dreams - Director's Cut | 11 avril 2015                                                                    | Black Forest Games           | Microsoft Windows, PlayStation 4                                                                    |
| Wild Season                                    | 17 avril 2015                                                                    | Quickfire Games              | Microsoft Windows, macOS, Linux                                                                     |
| The Last Tinker: City of Colors                | 8 mai 2015                                                                       | Mimimi Productions           | Microsoft Windows, PlayStation 4                                                                    |
| NANOS                                          | 28 juillet 2015                                                                  | Excamedia                    | Microsoft Windows                                                                                   |
| Enki                                           | 31 juillet 2015                                                                  | Storm in a Teacup            | Microsoft Windows                                                                                   |
| Adam's Venture Chronicles                      | 3 août 2015                                                                      | Vertigo Games                | Microsoft Windows, PlayStation 3                                                                    |
| Soccer Legends                                 | 5 août 2015                                                                      | Digital Lightning Studios    | Microsoft Windows                                                                                   |
| Tic-Toc-Tower                                  | 6 août 2015                                                                      | Sneaky Mammoth               | Microsoft Windows, macOS, Linux                                                                     |
| Tower of Guns                                  | 9 octobre 2015                                                                   | Terrible Posture Games       | Microsoft Windows, PlayStation 4, PlayStation 3, Xbox One                                           |
| Ether One                                      | 23 octobre 2015                                                                  | White Paper Games            | Microsoft Windows, PlayStation 4                                                                    |
| Defunct                                        | 29 janvier 2016 (Windows)13 septembre 2018 (Switch)                              | Freshly Squeezed             | Microsoft Windows, Nintendo Switch                                                                  |
| Ziggurat                                       | 19 février 2016                                                                  | Milkstone Studios            | Microsoft Windows, Wii U, PlayStation 4, Xbox One                                                   |
| Toki Tori 2                                    | 26 février 2016                                                                  | Two Tribes                   | Microsoft Windows, Nintendo Switch, Wii U, PlayStation 4                                            |
| Adam's Venture Origins                         | 1er avril 2016                                                                   | Vertigo Games                | Microsoft Windows, PlayStation 4, Xbox One, Nintendo Switch                                         |
| Rogue Stormers                                 | 21 avril 2016                                                                    | Black Forest Games           | Microsoft Windows, PlayStation 4, Xbox One                                                          |
| N.E.R.O. - Nothing Ever Remains Obscure        | 29 avril 2016                                                                    | Vertigo Games                | Microsoft Windows, PlayStation 4                                                                    |
| Among the Sleep                                | 29 juillet 2016                                                                  | Krillbite Studio             | Microsoft Windows, PlayStation 4                                                                    |
| Rising Islands                                 | 2 août 2016                                                                      | Lone Hero Studios            | Microsoft Windows                                                                                   |
| Ian's Eyes                                     | 1er septembre 2016                                                               | Sindie Games                 | Microsoft Windows                                                                                   |
| Wuppo                                          | 29 septembre 2016                                                                | Knuist & Perzik              | Microsoft Windows, PlayStation 4, Xbox One, Nintendo Switch                                         |
| Reus                                           | 11 octobre 2016                                                                  | Abbey Games                  | PlayStation 4, Xbox One                                                                             |
| Owlboy                                         | 1er novembre 2016                                                                | D-Pad studio                 | Microsoft Windows, Nintendo Switch, PlayStation 4, Xbox One                                         |
| Theme Park Studio                              | 25 novembre 2016                                                                 | Pantera Entertainment        | Microsoft Windows                                                                                   |
| Earthlock: Festival of Magic                   | 27 janvier 2017                                                                  | Snowcastle Games             | Microsoft Windows, Nintendo Switch, PlayStation 4, Xbox One                                         |
| World to the West                              | 5 mai 2017                                                                       | Rain Games                   | Microsoft Windows, Nintendo Switch, PlayStation 4, Xbox One                                         |
| Aerea                                          | 2 juin 2017                                                                      | Triangle Studios             | Microsoft Windows, PlayStation 4, Xbox One                                                          |
| The Girl and the Robot                         | 22 septembre 2017                                                                | Flying Carpets Games         | PlayStation 4, Nintendo Switch, Wii U                                                               |
| Pharaonic                                      | 22 septembre 2017                                                                | Milkstone Studios            | PlayStation 4, Xbox One                                                                             |
| Shiny                                          | 10 octobre 2017 (Xbox One)27 février 2018 (PS4)                                  | Garage 227                   | PlayStation 4, Xbox One                                                                             |
| Real Farm                                      | 20 octobre 2017                                                                  | Triangle Studios             | Microsoft Windows, PlayStation 4, Xbox One                                                          |
| Tricky Towers                                  | 3 novembre 2017                                                                  | WeirdBeard                   | Microsoft Windows, PlayStation 4, Xbox One                                                          |
| Fearful Symmetry & The Cursed Prince           | 12 décembre 2017                                                                 | Gamera Interactive           | Microsoft Windows, Xbox One                                                                         |
| Armello: Special Edition                       | 18 mars 2018                                                                     | League of Geeks              | Microsoft Windows, PlayStation 4, Xbox One                                                          |
| 8-Bit Armies                                   | 21 septembre 2018                                                                | Petroglyph Games             | PlayStation 4, Xbox One                                                                             |
| Omen of Sorrow                                 | 6 novembre 2018                                                                  | AOne Games                   | PlayStation 4                                                                                       |
| 8-Bit Hordes                                   | 31 janvier 2019 (Xbox One)1er février 2019 (PS4)                                 | Petroglyph Games             | PlayStation 4, Xbox One                                                                             |
| 8-Bit Invaders!                                | 25 février 2019 (Xbox One)26 février 2019 (PS4)                                  | Petroglyph Games             | PlayStation 4, Xbox One                                                                             |
| Xenon Racer                                    | 26 mars 2019                                                                     | 3DClouds                     | Microsoft Windows, Nintendo Switch, PlayStation 4, Xbox One                                         |
| Dollhouse                                      | 24 mai 2019 (Windows, PS4)29 octobre 2021 (Switch)                               | Creazn Studio                | Microsoft Windows, Nintendo Switch, PlayStation 4                                                   |
| Elea                                           | 25 juillet 2019 (PS4)23 août 2019 (Windows)                                      | Kyodai Limited               | Microsoft Windows, PlayStation 4                                                                    |
| Truck Driver                                   | 19 septembre 2019 (PS4, Xbox One)11 novembre 2019 (Windows, Mac)                 | Triangle Studios             | Microsoft Windows, macOS, PlayStation 4, Xbox One                                                   |
| Remothered: Tormented Fathers                  | 31 octobre 2019 (physique)                                                       | Stormind Games               | Nintendo Switch, PlayStation 4, Xbox One                                                            |
| Monstrum                                       | 22 mai 2020 (numérique)23 octobre 2020 (physique)                                | Team Junkfish                | Nintendo Switch, PlayStation 4, Xbox One                                                            |
| Seven Doors                                    | 26 juin 2020 (Windows)21 février 2023 (consoles)                                 | Indigo Studios               | Microsoft Windows, Nintendo Switch, PlayStation 4, PlayStation 5, Xbox One, Xbox Series X/S         |
| Monster Crown                                  | 31 juillet 2020 (Windows)12 octobre 2021 (Switch)22 février 2022 (PS4, Xbox One) | Studio Aurum                 | Microsoft Windows, Nintendo Switch, PlayStation 4, Xbox One                                         |
| Dog Duty                                       | 17 septembre 2020 (physique)                                                     | Zanardi and Lisa             | Microsoft Windows, Nintendo Switch, PlayStation 4, Xbox One                                         |
| Kaze and the Wild Masks                        | 26 mars 2021 (numérique)25 mai 2021 (physique ; Switch, PS4, Xbox One)           | PixelHive                    | Microsoft Windows, Nintendo Switch, PlayStation 4, Xbox One, Google Stadia                          |
| Hammerhelm                                     | 29 avril 2021                                                                    | SuperSixStudios              | Microsoft Windows                                                                                   |
| Saint Kotar                                    | 28 octobre 2021 (Windows)22 novembre 2022 (consoles)                             | Red Martyr Entertainment     | Microsoft Windows, Nintendo Switch, PlayStation 4, PlayStation 5, Xbox One, Xbox Series X/S         |
| Lemon Cake                                     | 30 septembre 2022 (numérique)1er novembre 2022 (physique)                        | Cozy Bee Games               | Nintendo Switch, PlayStation 4, PlayStation 5, Xbox One, Xbox Series X/S                            |
| Bunny Park                                     | 30 septembre 2022 (numérique)1er novembre 2022 (physique)                        | Cozy Bee Games               | Nintendo Switch, PlayStation 4, PlayStation 5, Xbox One, Xbox Series X/S                            |
| Airoheart                                      | 30 septembre 2022                                                                | Pixel Heart Studio           | Microsoft Windows, Nintendo Switch, PlayStation 4, PlayStation 5, Xbox One, Xbox Series X/S         |
| Charon's Staircase                             | 28 octobre 2022                                                                  | Indigo Studios               | Microsoft Windows, Nintendo Switch, PlayStation 4, PlayStation 5, Xbox One, Xbox Series X/S         |
| Truck Driver: The American Dream               | 26 septembre 2023                                                                | Soedesco / Kyodai            | PlayStation 5, Xbox Series X/S                                                                      |
| Desolatium                                     | 27 octobre 2023 (consoles)                                                       | Superlumen                   | Microsoft Windows, Nintendo Switch, PlayStation 4, PlayStation 5, Xbox One, Xbox Series X/S         |
| Guns and Spurs 2                               | 24 novembre 2023                                                                 | Soedesco / Frozen Lake       | Nintendo Switch                                                                                     |
| Orange Season                                  | Non communiqué                                                                   | Soedesco / Innerfire Studios | Microsoft Windows                                                                                   |
| Garden Witch Life                              | Non communiqué                                                                   | FreetimeStudio               | Microsoft Windows                                                                                   |
| Petit Island                                   | Non communiqué                                                                   | Xelo Games                   | Microsoft Windows                                                                                   |
| Perennial Order                                | Non communiqué                                                                   | Gardenfiend Games            | Microsoft Windows, Mac, PlayStation 5, Xbox Series X/S                                              |
| Albatroz                                       | Non communiqué                                                                   | Soedesco / Among Giants      | Microsoft Windows, Nintendo Switch, PlayStation 4, PlayStation 5, Xbox One, Xbox Series X/S         |

### Traduction
- (en) Cet article est partiellement ou en totalité issu de l’article de Wikipédia en anglais intitulé « Soedesco » (voir la liste des auteurs).